# Claudication
 (avril 2017).
Si vous disposez d'ouvrages ou d'articles de référence ou si vous connaissez des sites web de qualité traitant du thème abordé ici, merci de compléter l'article en donnant les références utiles à sa vérifiabilité et en les liant à la section « Notes et références ».
Le terme claudication renvoie à une diminution du périmètre de marche.
Il est à distinguer du terme boiterie désignant un problème fonctionnel de régularité de la marche :  raccourcissement d'un membre inférieur, ankylose, paralysie totale ou partielle d'un membre inférieur ou du rachis (les causes en sont multiples, par exemple virale par la poliomyélite, structurelle par la maladie d'Ollier).
Le terme vient du nom de la reine Claude qui était affectée par cette caractéristique physique.
Le terme de claudication intermittente désigne une douleur ou une faiblesse musculaire survenant lors de la marche et imposant l'arrêt de l'effort (on se base alors sur le périmètre de marche pour en évaluer la sévérité).
Les causes peuvent être :
- Vasculaires : dues à une obstruction de la lumière artérielle (artériopathie oblitérante des membres inférieurs ou AOMI) par athérosclérose. La douleur apparaît alors au début de la maladie à la marche prolongée ou à la course, au niveau d'un mollet, ou plus rarement au niveau de la fesse ou la cuisse. Le sujet est contraint de ralentir ou d'arrêter son effort. Avec le temps cette douleur apparaît pour des efforts de moindre intensité, avec une réduction du périmètre de marche pouvant être particulièrement sévère et handicapante (douleur de repos). Une dilatation artérielle par ballonnet ou un pontage artériel sont parfois possibles et permettent de retrouver une vascularisation suffisante.

L'arthrose au niveau du canal lombaire peut provoquer ce qu'on appelle un canal lombaire étroit. Lors d'un effort prolongé, le sang revenant des membres inférieurs va engorger les plexus veineux vertébraux. La dilatation vasculaire va donc comprimer les racines nerveuses car le canal lombaire est trop étroit. Ainsi, les signes seront les mêmes que lors de l'AOMI (c'est-à-dire notamment une claudication intermittente) avec en plus, des paresthésies.
Certaines maladies auto-immunes s'accompagnent aussi d'une claudication intermittente (claudication intermittente de la mâchoire dans la maladie de Horton).
- Neurologiques : due à une compression de la moelle épinière ou des nerfs, souvent accompagnée de rachialgies, avec aussi une réduction progressive du périmètre de marche (chute possible si le sujet n'interrompt pas l'effort).

- Articulaire : tel qu'une coxarthrose ou une gonarthrose ou encore une sténose du canal lombaire déclenchant une douleur à la marche d'emblée maximum, et non pas arrivant au bout d'un certain seuil ischémique comme dans les claudications d'origine vasculaire.

Ce type de claudication a généralement une topographie typique articulaire ou péri-articulaire.